# Palma il Giovane
Iacopo Negretti vagy Palma il Giovane (Velence, 1548 körül – Velence, 1628. október 14.) itáliai reneszánsz festő, a velencei iskola jeles képviselője. Tintoretto halála (1594) után Velence legfontosabb művésze. Velencén kívül dolgozott a Velencei Köztársasághoz tartozó Bergamóban és Közép-Európában is, elsősorban II. Rudolfnak Prágában.

## Élete
Velencében született, festőcsaládban. Apja, Antonio Nigreti kevésbé jelentős festő és Bonifazio Veronese tanítványa, egyik bácsikája pedig Palma Vecchio, az idősebbik Palma volt. Római éveit követően 1572 körül tért vissza szülővárosába, ahol Veronese és Jacopo Tintoretto mellett dolgozott a Dózsepalota díszítésén. Később saját festőműhelyt alapított, az itt készült repetitív, vallási és allegorikus témájú festmények elsősorban a Velencei Köztársaság területén belül találtak otthonra. Tiziano Vecellio halála után őt kérték fel a mester Pietà képének befejezésére.

## Galéria

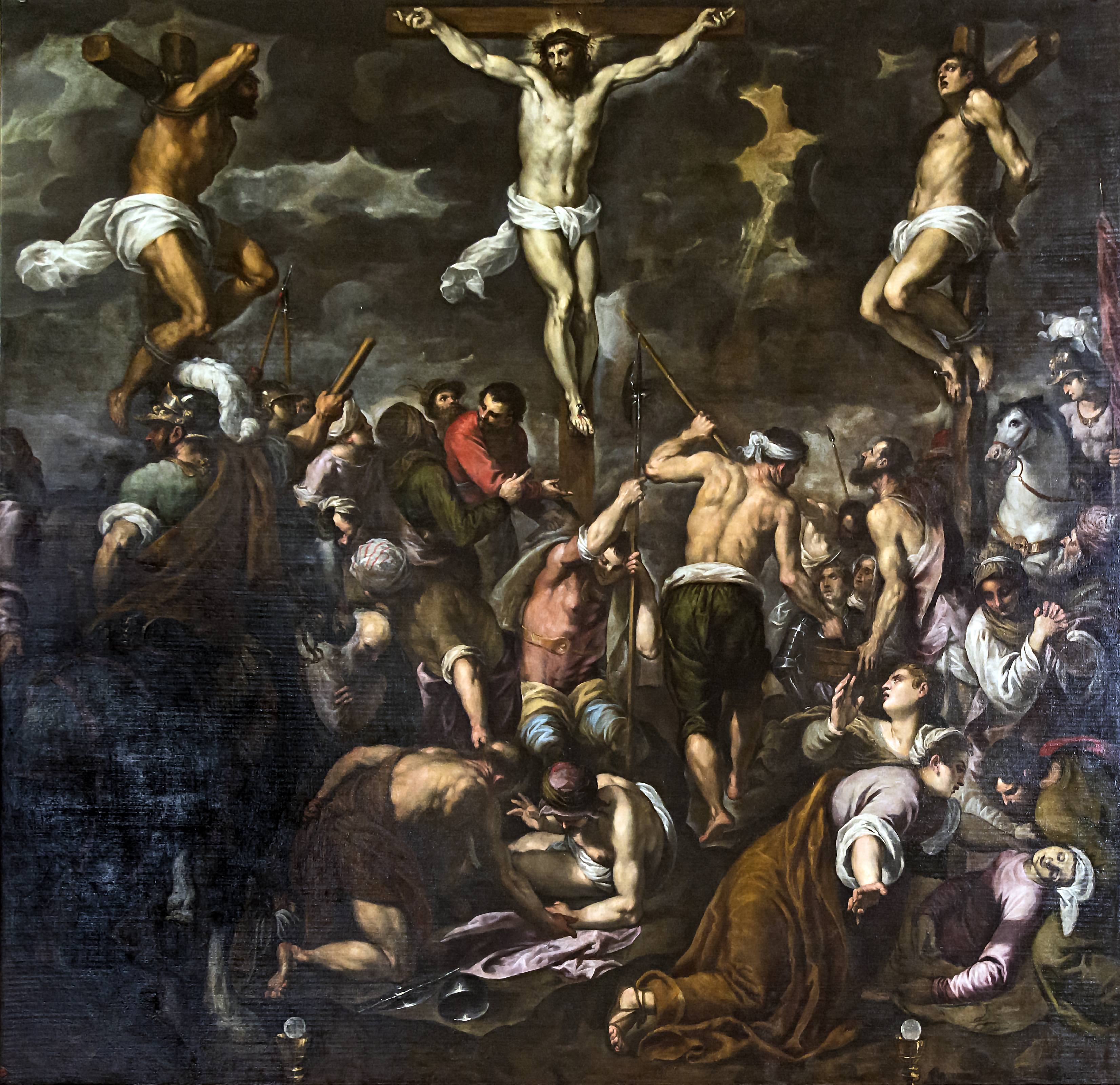
Keresztrefeszítés (Madonna dell’Orto templom)
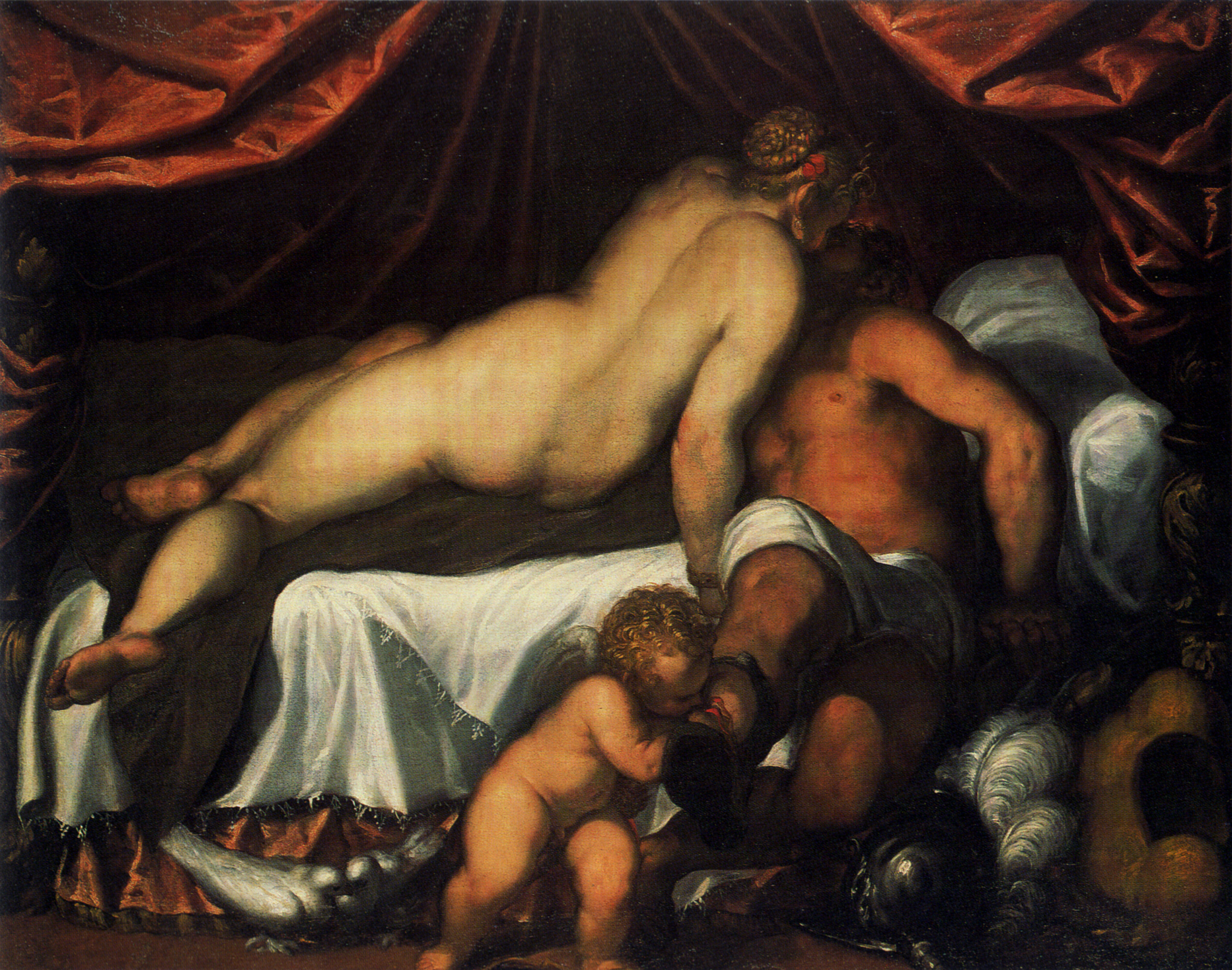
Venus és Mars (Nemzeti Galéria, London)
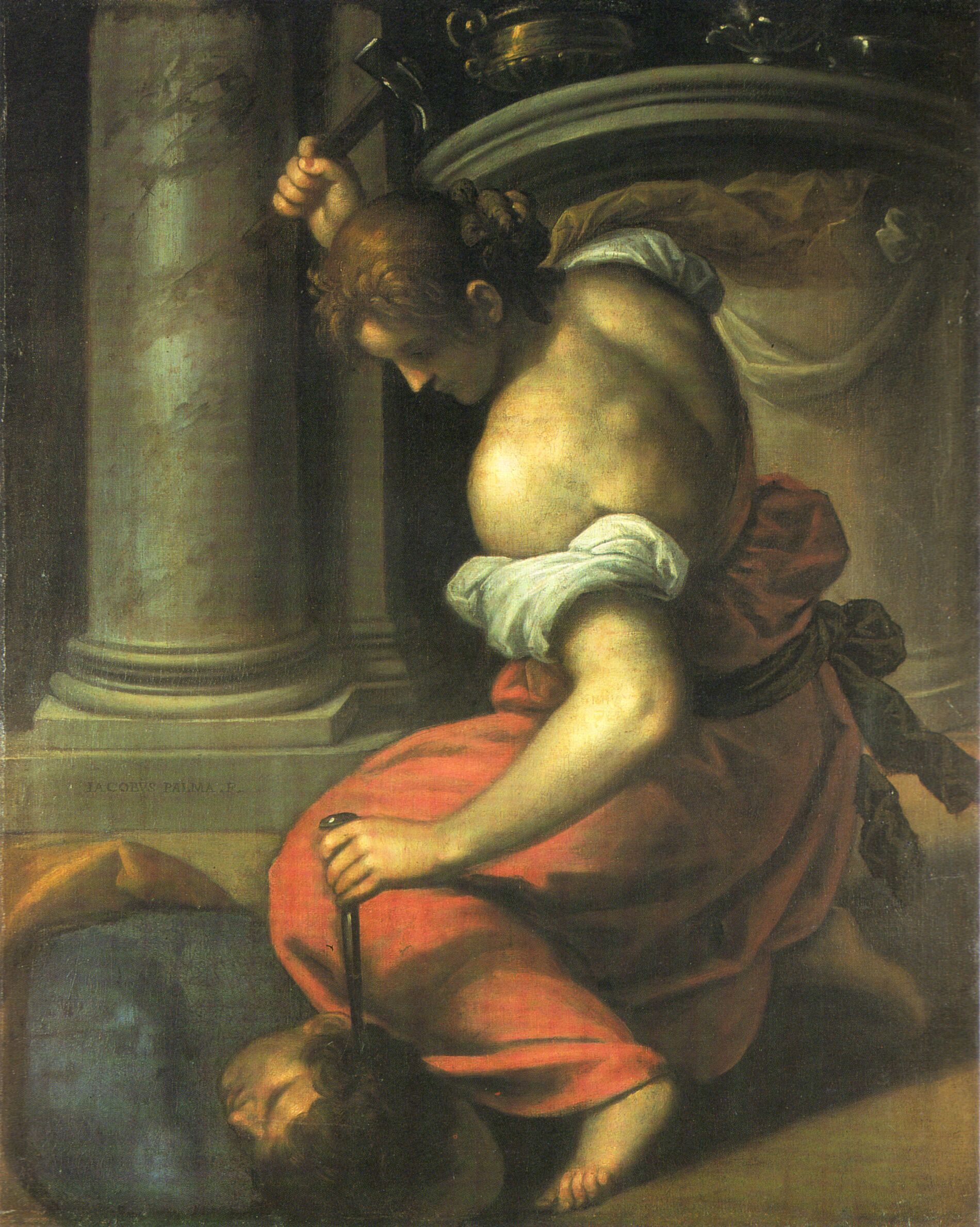
Jáel megöli Sziszerát
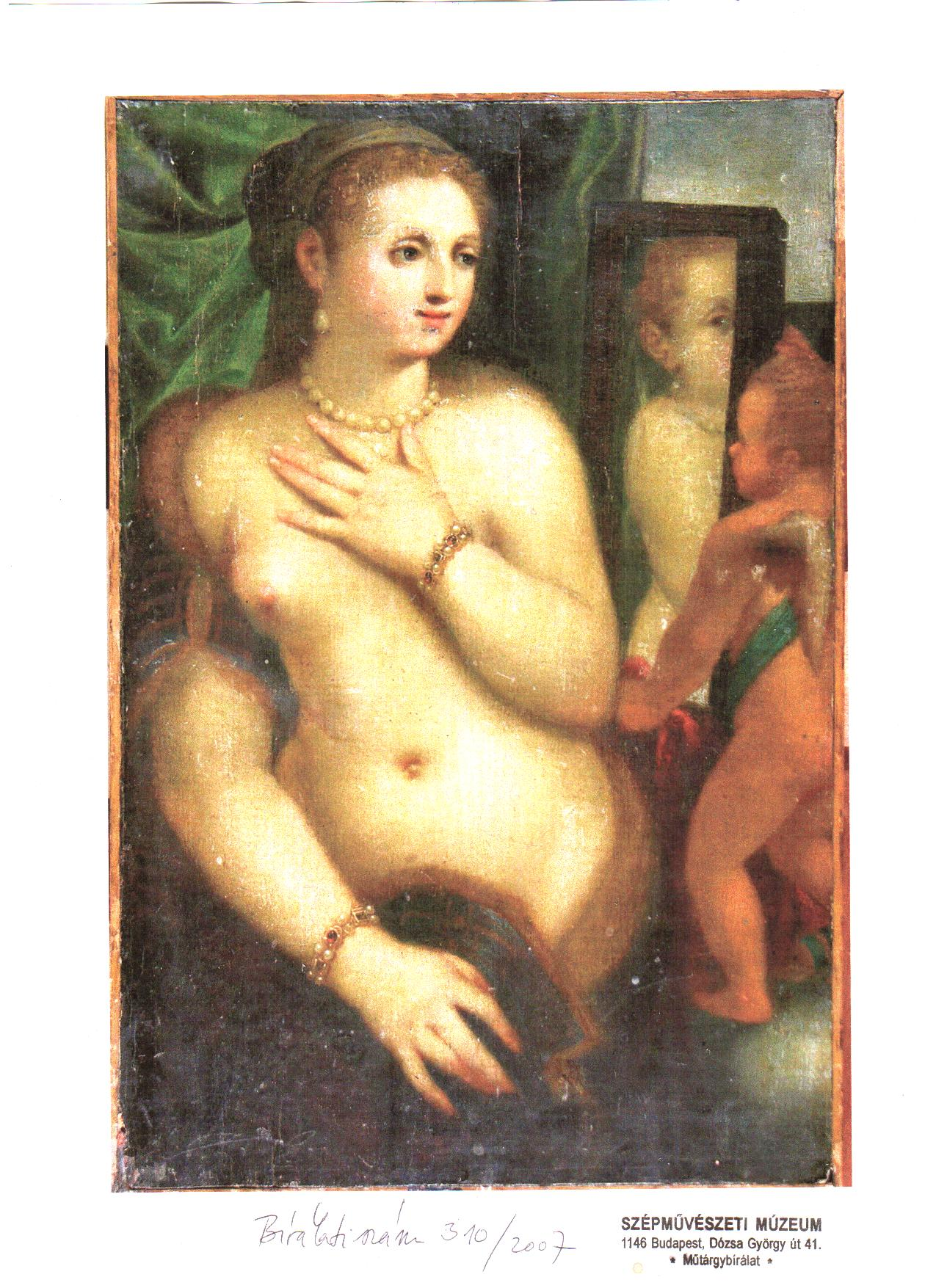
Vénusz tükörrel
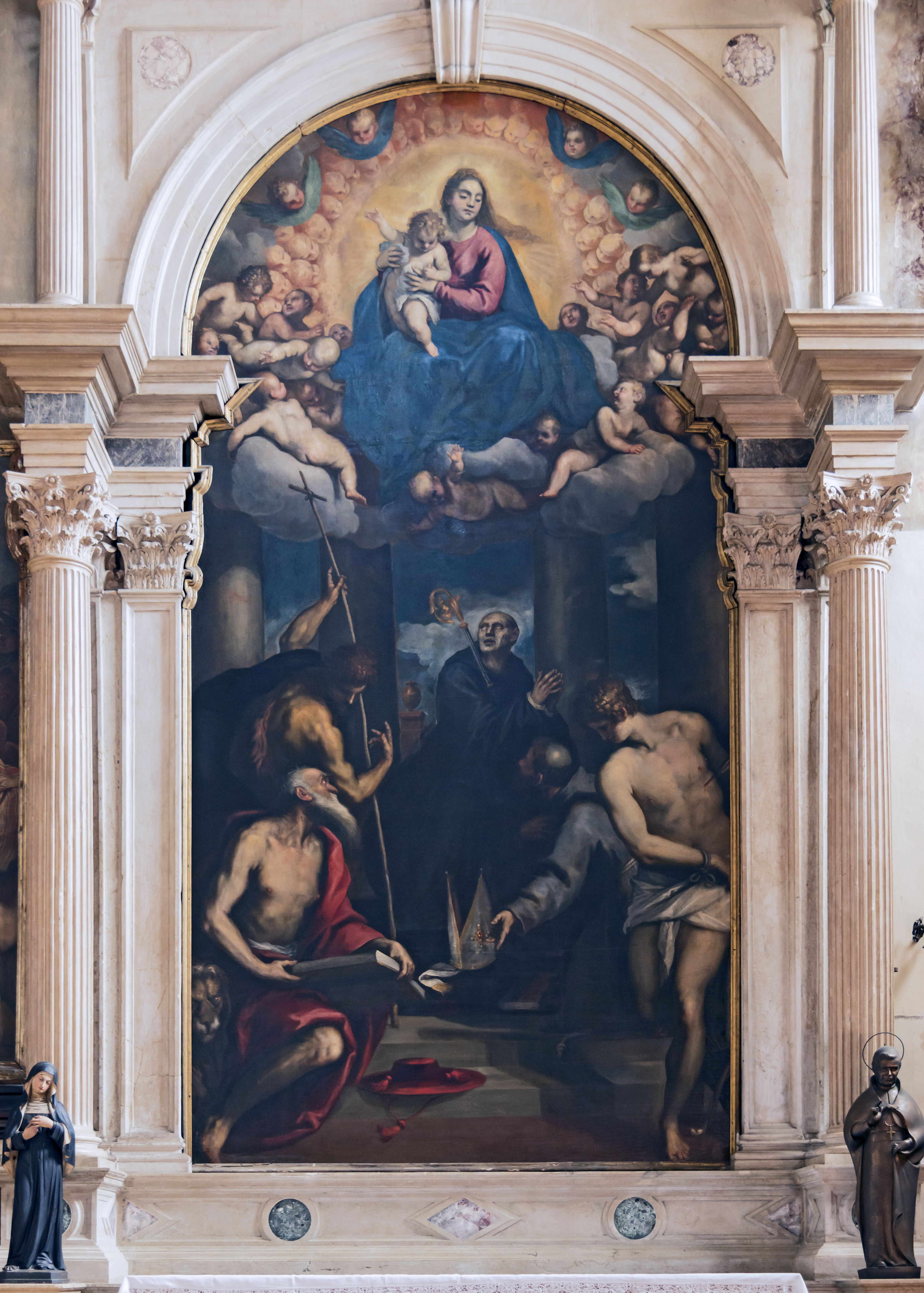
Szűz Mária a kisdeddel (velencei San Zaccaria templom)